# Austrothaumalea apicalis
Austrothaumalea apicalis är en tvåvingeart som beskrevs av Edwards 1930. Austrothaumalea apicalis ingår i släktet Austrothaumalea och familjen mätarmyggor. Inga underarter finns listade.